# Ченбай, Сергей Дмитриевич
Серге́й Дми́триевич Ченба́й (укр. Сергій Дмитрович Ченбай, 6 ноября 1992, Киев, Украина) — украинский футболист, полузащитник клуба «Атлет».

## Ранние годы
Отец Сергея Ченбая играл в футбол на любительском уровне. В семилетнем возрасте поступул в футбольную школу «Дружба» (со временем переименованную в «Атлет»). Был зачислен в группу юношей 1990 года рождения к тренеру Дмитрию Игоревичу Скочию. Будучи в команде на 2 года младше других игроков, Ченбай неоднократно получал личные награды. После пяти лет проведённых в группе 1990 г.р., был переведён в команду 1991 года, которую вёл Владимир Дмитриевич Пушенко. После выпуска был переведён во взрослую команду «Атлета» к Мурашенко Дмитрию Константиновичу. Три года подряд становился лучшим игроком взрослой команды, лучшим полузащитником. Входил в символические сборные школы, в 2011 году становился её лучшим игроком. В том же году признавался Федерацией футбола Киева лучшим полузащитником сезона.

## Клубная карьера
Зимой 2012 года по рекомендации Дмитрия Мурашенко был приглашён в «Ворсклу». С командой провёл тренировочный сбор в Турции, где неплохо себя проявил. После сборов и личного разговора с Николаем Павловым подписал контракт с полтавским клубом. Играл за дубль, где со временем стал получать стабильное место в основе. В этот период Евгений Брыж, обозреватель портала Football.ua, отмечал «стабильность этого футболиста, а также скорость, которая важна для игрока его позиции».
10 мая 2012 года в матче последнего тура сезона 2011/12 состоялся дебют футболиста в Премьер-лиге. Ченбай вышел на поле на 90+1 минуте матча против «Металлиста», заменив Павла Ребенка. Одновременно с Ченбаем за «Ворсклу» дебютировал и Игорь Пердута. На пресс-конференции после матча Николай Павлов заявил «Жалею только, что Пердуту и Ченбая поздно выпустил, так бы могли и победить.».
В следующем сезоне после смены тренера Ченбай ещё дважды выходил на замены в матче Премьер лиги. После перехода тренера «Ворсклы» Сергея Свистуна в «Кремень», с ним из молодёжного состава полтавчан в Кременчуг перебрались Бурдейный, Вовкодав, Курелех, Бацула, Ченбай и Кунев. В этой команде Сергей Ченбай в сезоне 2013/14 сыграл 19 игр, забил 2 гола.

## Достижения
«Кремень»
- Победитель Второй лиги Украины: 2018/19
- Бронзовый призёр Второй лиги Украины: 2014/15

«Металлист 1925»
- Бронзовый призёр Первой лиги Украины: 2020/21

«Ингулец»
- Победитель Первой лиги Украины: 2023/24